# Curiglia con Monteviasco

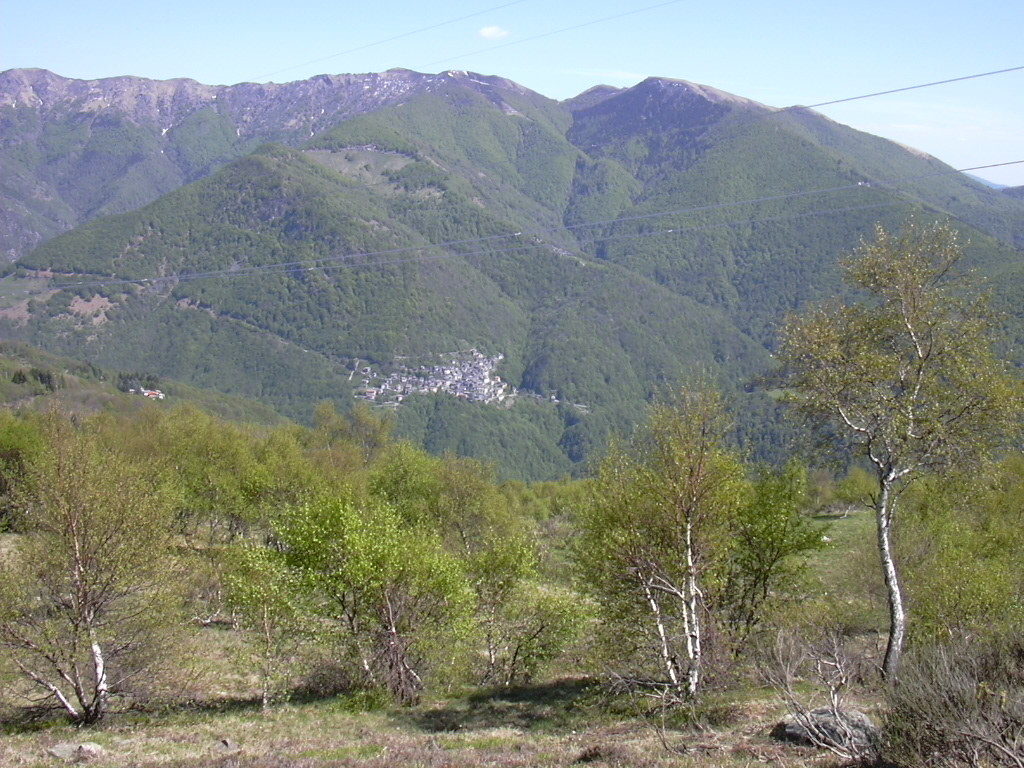
Monteviasco

Curiglia con Monteviasco is een gemeente in de Italiaanse provincie Varese (regio Lombardije) en telt 189 inwoners (31-12-2004). De oppervlakte bedraagt 11,3 km², de bevolkingsdichtheid is 18 inwoners per km². Het dorp Monteviasco ligt onder de top van de Monte Pola en is alleen te bereiken via een 1372 treden tellende trap of een bergbaan.

## Demografie
Curiglia con Monteviasco telt ongeveer 100 huishoudens. Het aantal inwoners daalde in de periode 1991-2001 met 18,6% volgens cijfers uit de tienjaarlijkse volkstellingen van ISTAT.
| Jaar | Inwoneraantal |
| ---- | ------------- |
| 1991 | 247           |
| 2001 | 201           |

## Geografie
De gemeente ligt op ongeveer 670 m boven zeeniveau.
Curiglia con Monteviasco grenst aan de volgende gemeenten: Dumenza, Veddasca.